# Gunnera katherine-wilsoniae
Gunnera katherine-wilsoniae là một loài thực vật có hoa trong họ Dương nhị tiên. Loài này được L.D.Gómez mô tả khoa học đầu tiên năm 1983.